# نیروگاه تشرین
نیروگاه سیکل ترکیبی تشرین سوریه (در سوریه، در ۵۰ کیلومتری جنوب شرقی دمشق، بهره‌برداری آذر ۱۳۸۸)، یکی از نیروگاه‌های کشور سوریه ساخت شرکت مپنا است. این نیروگاه از نوع سیکل ترکیبی با ظرفیت تولید ۴۸۰ مگاوات است که شامل ۲ واحد گازی ۱۶۰ مگاواتی و ۱ واحد بخار ۱۶۰ مگاواتی است.
سوخت این نیروگاه گاز طبیعی و سوخت پشتیبان نفت گاز (گازوئیل) است.
نیروگاه تشرین به صورت پیمانکار اجرایی کلید در دست (EPC)، از سوی پیمانکاران ایرانی ساخته شد. تمام تجهیزات این نیروگاه نیز توسط ایران ساخته و تأمین شده‌است. ایران تا کنون ۳ نیروگاه در سوریه ساخته است که بعد از ساختن نیروگاه تشرین اقدام به ساخت نیروگاه جندر کرد که در حین ساخت آن چند تن از مهندسان ایرانی ربوده شدند و اکنون در حال ساخت نیروگاه سویدیه است.

## روزشمار ساخت و هزینه نیروگاه
قرارداد ساخت نیروگاه تشرین در ۱۸ مرداد ۱۳۸۷ به امضا رسید و واحد اول این نیروگاه در آذر ۱۳۸۸ و واحد آخر آن در شهریور ۱۳۸۹ به شبکه برق سوریه وصل شد که تحویل موقت آخرین واحد (واحد بخار) در ۲ خرداد ۱۳۹۰ انجام شد. همچنین، خاتمه قرارداد ۱۸ مهر ۱۳۹۰ بود که مدت قرارداد از ابتدا تا تحویل دائم، ۳۹ ماه بود.
هزینه اجرایی ساخت نیروگاه تشرین، ۶۰ تا ۱۵۰ میلیارد تومان تخمین زده شد.

## رویدادها

### دیدار وزیر برق سوریه از نیروگاه
در اردیبهشت ۱۳۹۰، وزیر وقت برق سوریه، عماد محمد دیب خمیس و هیئت همراه از نیروگاه تشرین دیدن کرد.

### حمله گروه‌های شورشی
طبق اعلام وزیر برق سوریه در آذر ۱۳۹۲، گروه‌های شورشی، نیروگاه تشرین را هدف موشک‌های خمپاره قرار دادند.